# Trẻ sơ sinh khổng lồ
Trẻ sơ sinh khổng lồ (tiếng Trung: 巨婴 or 巨嬰), đánh vần là 'ju ying' trong bính âm Hán ngữ, còn được dịch là em bé khổng lồ, là một từ tiếng Trung thông dụng ban đầu có nghĩa là một em bé có kích thước khổng lồ, nhưng hiện nay thường được dùng để mô tả một người lớn chưa trưởng thành về mặt tâm lý. Thuật ngữ này lần đầu tiên được nhà tư vấn tâm lý người Trung Quốc Võ Chí Hồng sử dụng vào năm 2016 trong cuốn sách có tựa đề A Country of Giant Infants (Đất nước của những đứa trẻ sơ sinh khổng lồ).
Trong A Country of Giant Infants, khái niệm này đề cập đến một "đứa trẻ trưởng thành" có thể chất như người lớn nhưng sự phát triển về mặt tinh thần vẫn ở mức độ của một đứa trẻ sơ sinh trước một tuổi. Đất nước do những đứa trẻ khổng lồ này lập nên được gọi là "Quốc gia Em bé khổng lồ".
Những "đứa trẻ sơ sinh khổng lồ" này mắc phải một loạt triệu chứng rối loạn tâm thần – lo lắng, trầm cảm, hoang tưởng, hưng cảm bị ngược đãi, cảm giác bất lực. Chúng được hình thành một cách vô thức. Được chăm sóc không phải là đặc điểm quan trọng nhất của trẻ sơ sinh khổng lồ mà là thiếu cơ hội để trở thành một cá thể độc lập.